# Jaya Bachchan
Jaya Singh Bachchan (hindi, devánagari: जया बच्चन,nacida Jaya Gaddar Bhaduri (Jabalpur, 9 de abril de 1948) popular actriz india. 
Alumna del Film and Television Institute of India, en Pune. Jaya está casada con Amitabh Bachchan y es madre de Abhishek Bachchan y Shwera Bachchan, otros dos actores populares del llamado Bollywood.

## Biografía
Nació en el seno de una familia kulin brahmán bengalí, su padre era el famoso escritor, periodista y escenógrafo Taroon Kumar Bhaduri y estudió en la St. Joseph's Convent School de Bhopal y comenzó con la película bengalí de Satyajit Ray Mahanagar, con 15 años. 

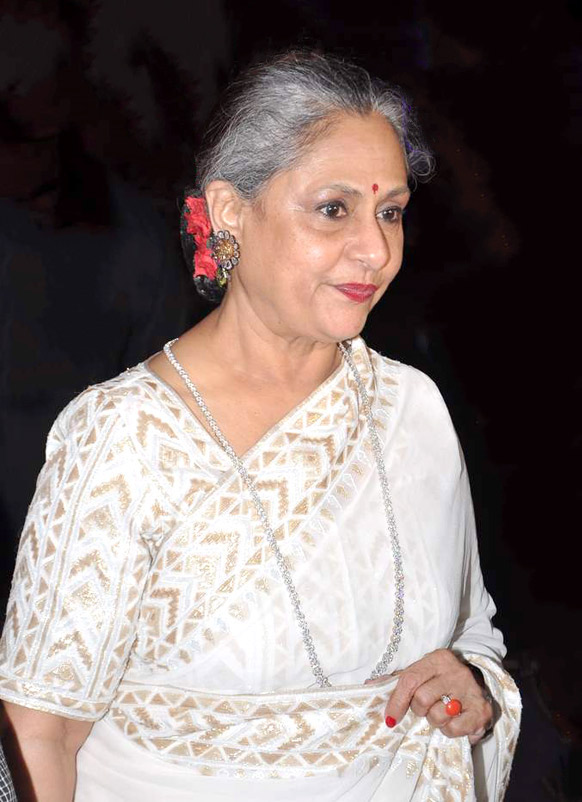

## Trayectoria
Tras una carrera de éxito en su Bengala Occidental natal, consiguió una gran popularidad gracias a Guddi y después se trasladó a Bombay y protagonizó varias películas en hindi como Jawani Diwani, Koshish, Anamika o Bawarchi. Ayudó a que su marido fuera una estrella en films como Zanjeer (1973), Abhimaan (1973), Chupke Chupke (1975) o Sholay (1975). 
Su hija Shweta nació durante el rodaje de Sholay y se retiró del cine tras su última película Silsila (1981), durante los 18 años que no hizo películas escribió Shahenshah que protagonizó su marido. Tras estos 18 años, regresó con Hazaar Chaurasi Ki Maa (1998) y desde entonces ha participado en numerosas películas: Fiza (2000) con Karisma Kapoor y Hrithik Roshan; Kabhi Khushi Kabhie Gham (2001) con su marido o Kal Ho Naa Ho (2003) con la que consiguió el premio a la mejor actriz de reparto.

## Carrera política
En los últimos tiempos, ha estado ligada al partido Samajwadi Party y ha sido miembro del parlamento indio en Rajya Sabha. En una controversia de hace poco, fue expulsada del parlamento porque presuntamente se aprovechaba de ocupar un ministerio, algo que violaba la cláusula 1 del artículo 102 de la constitución, no obstante en julio de 2006 regresó al parlamento acompañada de su esposo.

## Vida personal

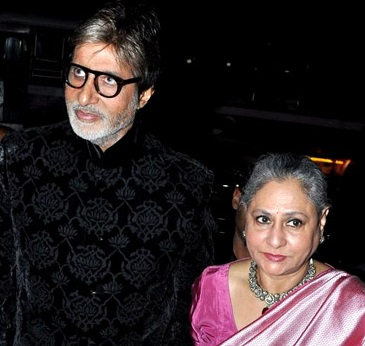
Jaya Bachchan y su marido Amitabh Bachchan.

El 3 de junio de 1973, se casó con el actor Amitabh Bachchan, con quien ha tenido dos hijos: Shweta Bachchan-Nanda y Abhishek Bachchan, quien también es actor. Su vida matrimonial ha estado marcada por el constante seguimiento de la prensa, aunque siempre se ha querido distanciar de los medios, sobre todo cuando tocan temas personales. Su matrimonio ha sufrido altos y bajos, especialmente con el presunto romande de su marido con la actriz Rekha, el accidente de éste durante el rodaje de 'Coolie', el asunto fallido de Amitabh relacionado con la política después de convertirse en miembro del parlamento de Allahabad, la relación poco fructuosa de él y la familia de Rajiv Gandhi tras su pretendida intervención en el B.O.F.O.R.S.; la crisis económica de los Bachchan y cuando protestó contra la esposa de Rajiv Gandhi, Sonia Gandhi, presidenta del Partido del Congreso de la India.
Su madre Indira Bhaduri vive en Bhopal, en el centro de la India. Jaya tiene dos nietos de su hija Shweta: Navya Naveli y Agastya Nanda. Su yerno es Nikhil Nanda. Su hijo, el actor Abhishek Bachchan actualmente goza de bastante aceptación del público de cine y está casado desde el 20 de abril de 2007 con la conocida actriz hindú y ex Miss Mundo Aishwarya Rai, quienes el 16 de noviembre de 2011 le han dado una nieta a Jaya, llamada Aaradhya (que significa Respeto).

Firma de Jaya Bachchan

## Premios y reconocientos

### Filmfare Awards
- 1975 - Filmfare Best Actress Award, Kora Kagaz
- 1980 - Filmfare Best Actress Award, Naukar
- 2001 - Filmfare Best Supporting Actress Award, Fiza
- 2002 - Filmfare Best Supporting Actress Award, Kabhi Khushi Kabhie Gham
- 2004 - Filmfare Best Supporting Actress Award, Kal Ho Na Ho
- 2007 - Filmfare Lifetime Achievement Award

### International Indian Film Academy Awards
- 2001 - IIFA Best Supporting Actress Award, Fiza
- 2002 - IIFA Best Supporting Actress Award, Kabhi Khushi Kabhie Gham
- 2004 - IIFA Best Supporting Actress Award, Kal Ho Na Ho

### Honores y reconocimientos
- En 1998, Jaya Bachchan fue homenajeada con el Omega Award for Excellence: Lifetime Achievement
- Es poseedora del premio Yash Bharati Samman, uno de los premios más importantes de Uttar Pradesh.
- Y del Padma Shri, el cuarto premio civil más importante de la India.

## Filmografía
- 1963: La Grande ville (Mahanagar), de Satyajit Ray.
- 1971: Uphaar, de Sudhendu Roy.
- 1971: Jai Jawan Jai Makan, de Vishram Bedekar.
- 1971: Guddi, de Hrishikesh Mukherjee.
- 1971: Dhanyee Meye, de Arabinbo Mukherjee.
- 1972: Shor, de Manoj Kumar.
- 1972: Samādhi, de Prakash Mehra.
- 1972: Koshish, de Sampooran Singh Gulzar.
- 1972: Jawani Diwani, de Narendra Bedi.
- 1972: Ek Nazar, de B.R. Ishara.
- 1972: Bawarchi, de Hrishikesh Mukherjee.
- 1972: Bansi Birju, de Prakash Verma.
- 1972: Annadata, de Asit Sen.
- 1972: Piya Ka Ghar, de Basu Chatterjee.
- 1972: Parichay, de Sampooran Singh Gulzar.
- 1973: Phagun, de Rajinder Singh Bedi.
- 1973: Gaai Aur Gori, de M.A. Thirumugham.
- 1973: Anamika, de Raghunath Jhalani.
- 1973: Zanjeer, de Prakash Mehra.
- 1973: Abhimaan, de Hrishikesh Mukherjee.
- 1974: Naya Din Nai Raat, de A. Bhimsingh.
- 1974: Kora Kagaz, de Anil Ganguly.
- 1974: Dil Diwana, de Narendra Bedi.
- 1974: Doosri Sita, de Gogi Anand.
- 1975: Mili, de Hrishikesh Mukherjee.
- 1975: Chupke Chupke, de Hrishikesh Mukherjee.
- 1975: Sholay, de Ramesh Sippy.
- 1977: Abhi To Jee Lein, de Roshan Taneja.
- 1978: Ek Baap Chhe Bete, de Mehmood.
- 1979: Nauker, de Ismail Memon.
- 1981: Silsila, de Yash Chopra.
- 1998: Hazaar Chaurasi Ki Maa, de Govind Nihalani.
- 2000: Fiza, de Khalid Mohamed.
- 2000: Dr. Mukta, de Ramesh Talwar.
- 2001: Daughters of this century, de Tapan Sinha.
- 2001: La Famille indienne (Kabhi Khushi Kabhie Gham), de Karan Johar.
- 2002: Desh, de Raja Sen.
- 2002: Koi Mere Dil Se Poochhe, de Vinay Shukla.
- 2003: New York masala (Kal Ho Naa Ho), de Nikhil Advani.